# Cirillo Bonora
Cirillo Bonora (Lonato, 28 dicembre 1935) è un politico italiano, esponente della Democrazia Cristiana, senatore nella X Legislatura (dal 2 luglio 1987 al 22 aprile 1992), che vedrà succedersi il Governo Goria, il Governo De Mita, il Governo Andreotti VI e il Governo Andreotti VII.

## Biografia
È nato il 28 dicembre 1935 a Lonato, in provincia di Brescia. Dal 1975 al 1987 è Presidente della Camera di Commercio di Mantova. Dal 1986 al 1989 è il primo Presidente dell'Istituto Tagliacarne.
Dal 1990 al 1993 è Vicesindaco del Comune di Mantova.